# Walter Hungerford, 1. Baron Hungerford

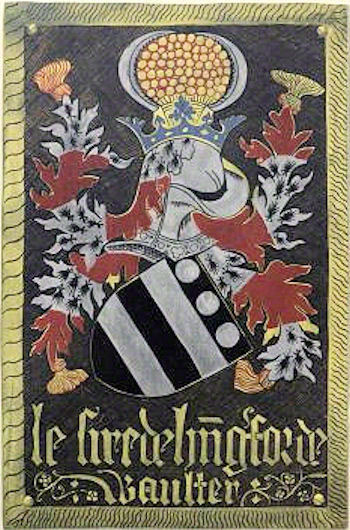
Wappen des Walter Hungerford, 1. Baron Hungerford (Garter stall plate in Windsor Castle)

Walter Hungerford, 1. Baron Hungerford KG (* 22. Juni 1378; † 9. August 1449) war ein englischer Adliger.
Er war der älteste überlebende Sohn und Erbe des Speaker of the House of Commons, Sir Thomas Hungerford († 1397), Gutsherr von Farleigh und Wellow in Somerset und Heytesbury in Wiltshire. Seine Mutter war dessen zweite Gattin Joan Hussey († 1412), Tochter und Coerbnin des Sir Edmund Hussey, Gutsherr von Holbrook in Somerset.
1400 wurde er von König Heinrich IV. zum Knight of the Bath geschlagen. Als Knight of the Shire war er 1400, 1404, 1407, 1413 und 1414 für Wiltshire und 1409 für Somerset Abgeordneter im House of Commons und war 1414 Speaker des House of Commons. 1406 war er Sheriff von Wiltshire, 1414 Sheriff von Somerset und Dorset.
1414 reiste er als Diplomat zu Bündnisverhandlungen mit dem römisch-deutschen König Sigismund und nahm 1414/15 am Konzil von Konstanz teil. Als Sigismund 1416 England besuchte, fungierte er als dessen Master of the Household.
Seit 1401 kämpfte er wiederholt im Hundertjährigen Krieg, nahm am Feldzug von 1415 und der Schlacht von Agincourt teil, kommandierte als Admiral of the Fleet 1416 einen Flottenverband, der die französische Blockade von Harfleur aufhob und nahm 1418 an der Belagerung von Rouen teil. Mittels der erzielten Kriegsbeute, insbesondere Lösegeldern für gefangen genommene französische Adlige, ließ er seinen Familiensitz Farleigh Castle erheblich ausbauen.
Um 1418 wurde er unter König Heinrich V. Steward of the Household und mit dem Gut Le Hommet in der Normandie belehnt. 1421 erhob in der König zum Knight Companion des Hosenbandordens. 1422 wurde er Mitglied des Regentschaftsrates für den minderjährigen König Heinrich VI. Am 7. Januar 1426 wurde er durch Writ of Summons ins House of Lords berufen und damit zum erblichen Baron Hungerford erhoben. Von 1426 bis 1432 hatte er das Amt des Lord High Treasurer inne. 1435 nahm er am Kongress von Arras teil.

## Ehen und Nachkommen
Er war in erster Ehe spätestens seit 1402 mit Catherine Peverell († 1426) verheiratet, einer Tochter des Thomas Peverell, Gutsherr von Parke, Hamatethy und Penhale in Cornwall. Mit ihr hatte er fünf Kinder:
- Sir Walter Hungerford (⚔ 1433 in Frankreich);
- Robert Hungerford, 2. Baron Hungerford († 1459), 1445 1. Baron de Moleyns, ⚭ Margaret de Botreaux, 1462 4. Baroness Botreaux;
- Sir Edmund Hungerford († 1484), ⚭ Margaret Burnell;
- Elizabeth Hungerford, ⚭ Sir Philip Courtenay († 1463), Gutsherr von Powderham;
- Margaret Hungerford, ⚭ Sir Walter Rodney.

In zweiter Ehe hatte er spätestens 1439 Eleanor Poynings, Witwe des Sir Richard Poynings und des John FitzAlan, 13. Earl of Arundel, Tochter des Sir John Berkeley, Gutsherr von Beverstone in Gloucestershire, geheiratet. Die Ehe blieb kinderlos.
Er starb 1449 und wurde neben seiner ersten Gattin in der Salisbury Cathedral bestattet. Titelerbe wurde sein Sohn Robert.